# Elsa Loureiro
Elsa Loureiro (28 januari 1992) is een Belgische atlete, die gespecialiseerd is in het hink-stap-springen. Zij veroverde acht Belgische titels.

## Biografie
Loureiro veroverde in 2016 zowel indoor als outdoor de Belgische titel in het hink-stap-springen.
Loureiro is aangesloten bij FC Luik.

## Belgische kampioenschappen
Outdoor
| Onderdeel          | Jaar                         |
| ------------------ | ---------------------------- |
| hink-stap-springen | 2016, 2017, 2019, 2020, 2021 |

Indoor
| Onderdeel          | Jaar             |
| ------------------ | ---------------- |
| hink-stap-springen | 2016, 2020, 2023 |

## Persoonlijke records
Outdoor
| Onderdeel          | Prestatie | Wind     | Datum        | Plaats         |
| ------------------ | --------- | -------- | ------------ | -------------- |
| hink-stap-springen | 12,75 m   | +1,2 m/s | 16 juli 2016 | Heusden-Zolder |

Indoor
| Onderdeel          | Prestatie | Datum            | Plaats |
| ------------------ | --------- | ---------------- | ------ |
| hink-stap-springen | 12,98 m   | 16 februari 2020 | Gent   |

## Palmares
hink-stap-springen
- 2014:  BK indoor AC – 12,26 m
- 2015:  BK AC – 11,71 m
- 2016:  BK indoor AC – 11,97 m
- 2016:  BK AC – 12,70 m
- 2016:  Nacht van de Atletiek – 12,75 m
- 2017:  BK indoor AC – 11,89 m
- 2017:  BK AC - 12,64 m
- 2018:  BK indoor AC – 12,53 m
- 2018:  BK AC – 12,27 m
- 2019:  BK indoor AC – 12,71 m
- 2019:  BK AC - 12,83 m
- 2020:  BK indoor AC – 12,98 m
- 2020:  BK AC - 12,79 m
- 2021:  BK AC - 12,89 m
- 2022:  BK indoor AC – 12,64 m
- 2022:  BK AC – 12,28 m
- 2023:  BK indoor AC - 12,28 m
- 2023:  BK AC – 12,28 m (w)
- 2024:  BK indoor AC - 12,17 m